# Acambay
Pour la municipalité, voir Acambay (municipalité).
Villa de Acambay ou Acambay est une localité de l'État de Mexico au Mexique. Elle est le chef-lieu de la municipalité d'Acambay de Ruiz Castañeda.

## Étymologie
Son nom ancien en langue otomí est Cambaye ou Cabaye, qui peut se traduire par « rochers de Dieu » (okha = « Dieu » et mbaye = « rocher »). Une seconde théorie veut que le nom de la localité soit dérivé du mot Akamba en langue purépecha qui signifie agave.